# Rebelution
Rebelution ist eine US-amerikanische Reggae-Rockband aus Kalifornien. Sie gehören zu den erfolgreichsten Bands dieses Genres mit 9 Nummer-eins-Platzierungen in den US-Reaggae-Charts. Sie hatten 2012 bzw. 2014 mit Peace of Mind und Count Me In zwei Alben, die auch in die Top 20 der offiziellen Albumcharts kamen.

## Bandgeschichte
Die Band Rebelution wurde 2004 in Isla Vista/Santa Barbara von fünf Collegestudenten gegründet: die beiden Sänger und Gitarristen Eric Rachmany und Matt Velasquez, Bassist Marley Williams, Keyboarder Ron Carey und Schlagzeuger Wesley Finley. Zuerst waren sie vor allem als Livemusiker unterwegs und stellten nur 2006 eine EP mit fünf Songs zusammen, die den Bandnamen als Titel trug. In ihrem vierten Jahr hatten sie dann ihr Debütalbum Courage to Grow zusammengestellt und kamen damit auf Anhieb auf Platz 4 der Reggae-Charts in den USA. Trotz des Erfolgs verließ Velasquez danach die Band. Ein knappes Jahr später folgte bereits Album Nummer 2 Bright Side of Life, mit dem sie erstmals die Reggae-Charts anführten und sie auf Platz 54 der offiziellen Billboard-200-Albumcharts brachte. Zwei EPs mit Liveaufnahmen und Electronica-Remixen von Albumsongs folgten.
Das Konzept mit der nachfolgenden Veröffentlichung von Live- und Remixversionen behielten sie auch bei den nächsten beiden Alben bei. Peace of Mind und Count Me In erschienen im Abstand von zwei Jahren und übertragen den Erfolg noch. Sie kamen auf Platz 13 bzw. 14 der Albumcharts. Weitere zwei Jahre später erschien das fünfte Studioalbum Falling into Place unter anderem mit dem Jamaikaner Protoje als Gast. Es brachte ihnen ihre sechste Nummer-eins-Platzierung in den Reggae-Charts und außerdem eine Nominierung bei den Grammy Awards 2017 für das beste Reggae-Album des Jahres.
Das sechste Album Free Rain erschien 2018.

## Mitglieder
- Eric Ariel Rachmany (Sänger, Gitarrist)
- Marley David Williams (Bassist)
- Rourke Carey (Keyboarder)
- Wesley Dallas Finley (Schlagzeuger)

Ehemaliges Mitglied
- Matt Velasquez (Sänger, Gitarrist)

## Diskografie
Alben
- Rebelution (EP, 2006)
- Courage to Grow (2008)
- Bright Side of Life (2009)
- ITunes Live from Las Vegas: Exclusively at the Palms (Live-EP, 2010)
- Remix (EP, 2011)
- Peace of Mind (2012)
  - Peace of Mind: Acoustic (2012)
  - Peace of Mind: Dub (2012)
- Count Me In (2014)
  - Count Me In: Remix EP (2015)
  - Count Me In: Acoustic (2015)
- Falling into Place (2016)
- Live at Red Rocks (2016)
- Free Rein (2018)
- Rebelution Vinyl Box Set (2019)
- Dub Collection (2020)
- In the Moment (2021)

Singles
- Fade Away (2014, US: Gold)[3]
- Count Me In (2014, US: Gold)